# AMM (Ensemble)

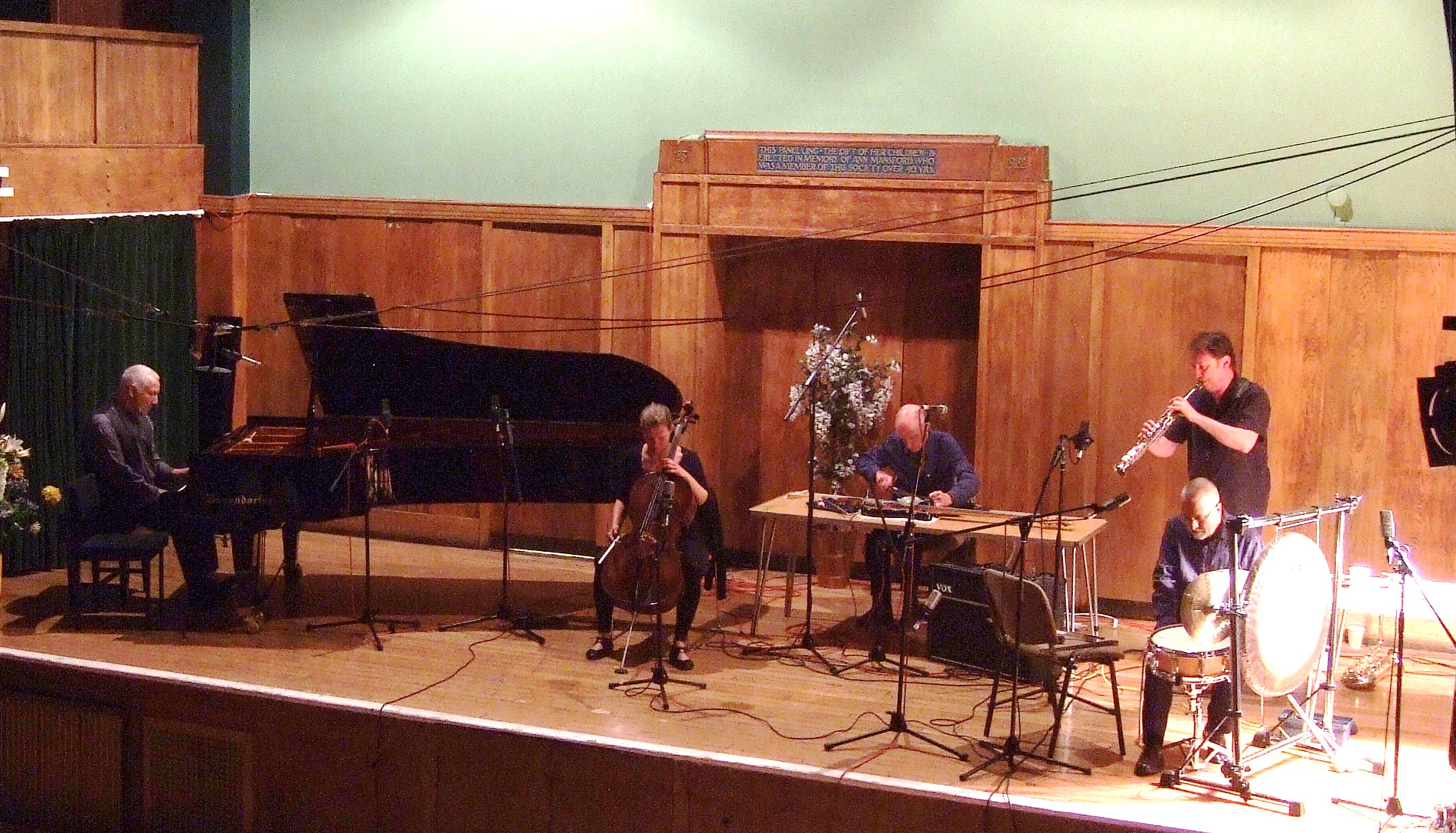
AMM auf dem Londoner Freedom of the City Festival 2009

AMM ist ein britisches Improvisationsensemble, das seit 1965 existiert.

## Geschichte und Besetzung
Saxophonist Lou Gare, Schlagzeuger Eddie Prévost und Gitarrist Keith Rowe gründeten 1965 das Ensemble. Sie waren zunächst Kunststudenten und Jazzmusiker (Gare und Rowe spielten bei Mike Westbrook, Prévost und Gare in einem Hard-Bop-Quintett). An der London Art School kamen sie durch den Kontakt mit Künstlern wie Marcel Duchamp, Jackson Pollock und Robert Rauschenberg auf die Idee, Konzepte wie das Action Painting auf die Musik übertragen. 1966 kamen der Kontrabassist Lawrence Sheaff (der bei AMM aber Cello und Akkordeon spielte) und der Pianist und Komponist Cornelius Cardew hinzu; erste Schallplatten-Aufnahmen fanden statt. Nach dem Ausscheiden von Sheaff 1967 spielte auch der Perkussionist Christopher Hobbs (1968–1971) und der Komponist Christian Wolff (1968) mit. Später verkleinerte sich die Gruppe wieder, nach dem Ausscheiden von Cardew 1973 z. T. bis ins Duoformat (Gare und Prévost 1973–1975, dann Rowe und Prévost Mitte der 1970er). Seit 1980 kam der Pianist John Tilbury hinzu. Teilweise spielten nun auch der Cellist Rohan de Saram, der Klarinettist Ian Mitchel oder Saxophonist Evan Parker mit. Im Regelfall bestand AMM bis 2005 aus drei Musikern; seitdem besteht die Gruppe aus Prévost und Tilbury, die aber gelegentlich mit Gästen auftreten.

## Arbeitsweise und Selbstverständnis
Grundsätzlich wird kein Auftritt von AMM geplant, sondern findet spontan (ohne Vorabsprachen) statt. Ferner proben die Musiker weder gemeinsam noch analysieren sie kollektiv das Ergebnis ihres Spiels. In der Verwirklichung dieser Prinzipien entstand ein radikales Verständnis von Improvisation, das angelehnt an John Cage zu einer quasi-aleatorischen Schöpfung neuer musikalischer Werke führte. Auf diese Weise wurde der Gegensatz zwischen Musique concrète und serieller Musik, der die musikalische Debatte in den 1950ern bestimmte, obsolet. Durch die Aufnahme dieser Improvisationspraxis stellte sich zudem die gesellschaftlich relevante Frage nach dem Verhältnis zwischen aufführenden Musikern und Komponisten in neuer Weise. Die Hierarchie zwischen diesen beiden Instanzen ließ sich nun überwinden, indem die Spieler selbst Komponierende wurden und die musikalische Idee auf der Bühne im spontanen Zusammenspiel entstand statt im Elfenbeinturm des Komponisten. 
AMM versteht sich immer als Kollektiv. Wenn auch die individuellen Stimmen für den Prozess der interaktiven Klangerzeugung wichtig sind, bleibt das Ergebnis grundsätzlich auf Kollektivimprovisationen und nicht auf eine Folge solistischer Beiträge ausgerichtet. Die Aufführungen des Ensembles haben nichts mit Jazzimprovisationen zu tun, die in der Regel über einen Chorus stattfinden, sondern definieren sich durch eine radikale Verneinung vorgegebener formaler Strukturen (darin dem Free-Form-Jazz nicht unähnlich), aber auch durch die weitgehende Vermeidung bestehender Idiome. Um jedoch einer formalen Beliebigkeit zu entgehen, spielen die improvisierenden Musiker zur Vermeidung des Ausbildens von Routinen möglichst selten miteinander: „Es dürfte ein Teil unseres Geheimnisses sein, dass wir nie zu viel gespielt haben“, analysierte Eddie Prévost. Außerdem wurde das Instrumentarium bereits früh erweitert (z. B. um Kurzwellenempfänger, um Echobandgeräte oder um eine „tabletop guitar“, die mittels Plastiklineal präpariert oder mit Transistorradio zum Klingen gebracht wird). Die Gruppe trat z. T. auch in abgedunkelten Räumen auf, wobei die Konzerte teilweise mehrere Stunden dauerten. Regelmäßig enthielten die Improvisationen lange, die Spannung erhöhende Phasen von Stille.

### Ästhetik
Bereits von der ersten Platte (AMMusic 1966) an existiert ein sehr bewusster Umgang mit Zeit, mit Dynamik und mit musikalischen Texturen, der sich über weite Passagen deutlich von der Ästhetik des Free Jazz und seinem „Energy Play“ unterscheidet; vielmehr wird die Tonsprache der Neuen Musik eingesetzt, obgleich eine untergründige Spannung entsteht, die der des freien Jazz nicht unähnlich ist.
»Every noise has a note«, diese (analytische und normative) Feststellung von Eddie Prévost beschreibt die radikalisierte Ästhetik der Neuen Improvisationsmusik: Dem Geräusch, das häufig mit dem Nicht-Musikalischen verwechselt wird, liegt die gleiche Regelhaftigkeit wie dem Musikalischen zu Grunde, so dass ein (kreatives) Ordnungsprinzip gefunden werden kann, welches die Vermittlung von Geräusch und notierter Musik impliziert. Die Erzeugung und Herkunft von Geräuschen wird dabei aus der sozialen Praxis des Musizierens, aber auch aus der Interaktion mit dem Publikum bestimmt.

### Umgang mit Kompositionen
AMM ist zwar ein Improvisationsensemble, verschließt sich aber nicht dogmatisch der Aufführung von komponierten Werken. Es konnte aufgrund seiner interaktiven Fähigkeiten schon früh die Aufführung von Cardews graphisch notiertem Treatise (1963–1967) realisieren. Seit der Mitte der 1980er führte das Ensemble wiederholt die Kammeroper Irma von Tom Phillips auf.

## Wirkung
Die Musiker von AMM entwickelten eine Tonsprache und Spielhaltung, die sowohl die damaligen Möglichkeiten der Neuen Musik als auch des (freien) Jazz radikal überschritt. Damit war die Gruppe für Improvisatoren in verschiedensten Musikgattungen, von der Rockmusik bis hin zur Klassik und für die Entstehung einer eigenständigen Freien Improvisation beispielgebend, ähnlich wie sonst vielleicht nur noch das gleichzeitig entstandenen Improvisationsensemble Musica Elettronica Viva (MEV) um Alvin Curran, Frederic Rzewski und Richard Teitelbaum. (Erst 2004 kam es zu gemeinsamen Auftritten und Aufnahmen der beiden Improvisations-Ensembles.)
AMM hatte daneben bereits frühzeitig auf der Ebene der verwendeten Technik nicht-intendierte Auswirkungen auf die Popmusik, da Gitarrist Syd Barrett von Pink Floyd bei ihren ersten Aufnahmen zugegen und tief beeindruckt von den Möglichkeiten war, die das dabei eingesetzte Bandechogerät bot.  Während AMM in Großbritannien eine Zeit lang sogar als Vorgruppe für Pink Floyd fungierte, hatte das Ensemble lange Zeit kaum Auftrittsmöglichkeiten in anderen Ländern.

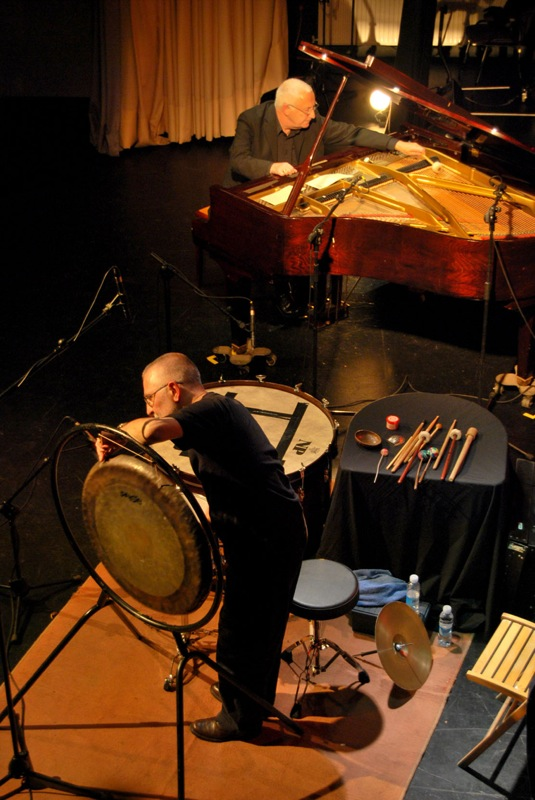
AMM in der seit 2005 aktuellen Besetzung Eddie Prevost (vorne) und John Tilbury (2008)

## Diskographie (Auswahl)
- „AMMMusic 1966“ (ReR Megacorp/Matchless, 1966)
- „The Crypt – 12th June 1968“ (Matchless, 1968)
- „AMM at the Roundhouse“ (Incus Single/Matchless CD 1972)
- „It had been an ordinary enough day in Pueblo, Colorado“ (JAPO 1979)
- „Generative Themes“ (Matchless, 1983)
- „Combine + Laminates + Treatise ’84“ (Matchless, 1984)
- „The Inexhaustible Document“ (Matchless, 1987)
- „The nameless uncarved block“ (Matchless, 1990)
- „Newfoundland“ (Matchless, 1992)
- „Live in Allentown USA“ (Matchless, 1994)
- „Before driving to the chapel we took coffee with Rick and Jennifer Reed“ (Matchless, 1996)
- „Tunes without Measure or End“ (Matchless, 2000)
- „Fine“ (Matchless, 2001)
- AMM/MEV: „Apogee“ (Matchless, 2004)
- „Norwich“ (Matchless, 2005)
- AMM with John Butcher „Trinity“ (Matchless, 2009)
- „Uncovered Correspondence – A Postcard From Jasło“ (Matchless, 2010)
- „Sounding Music“ (Matchless, 2010, mit Christian Wolff und John Butcher)
- „Two London Concerts“ (Matchless, 2012)
- „Spanish Fighters“ (Matchless, 2012)
- „Place Sub. V.“ (Matchless, 2014)
- „An Unintended Legacy“ (Matchless, 2018, 3 CDs mit Keith Rowe)
- „Indústria“ (Matchless, 2021)